# フィアー・ストリート Part 1: 1994
『フィアー・ストリート Part 1: 1994』（Fear Street Part One: 1994）は、カイル・キレン、フィル・グラツィアデイ、リー・ジャニアックが共同で執筆した原案から、フィル・グラツィアデイとジャニアックが共同で脚本を執筆し、リー・ジャニアックが監督した、アメリカのティーン向けホラー映画。原作はR・L・スタインの同名の書籍シリーズで、『フィアー・ストリート』三部作の第一弾として、2021年7月2日にNetflix独占配信作品として公開された。

## あらすじ
1994年、ティーンエイジャーたちは、自分たちの住むオハイオ州シャディサイドで起きた恐ろしい出来事が互いに関連しているかもしれないこと、そして自分たちが次のターゲットになるかもしれないことを知る。

## キャスト
※括弧内は日本語吹き替え
- ディーナ - キアナ・マデイラ（田野アサミ）
- サマンサ・フレイザー - オリヴィア・ウェルチ（奈波果林）
- ジョシュ - ベンジャミン・フローレス・Jr（英語版）（西田光貴）
- ケイト - ジュリア・レーヴァルト（森なな子）
- サイモン - フレッド・ヘッキンジャー（大森大樹）
- ニック・グッド保安官 - アシュリー・ズーカーマン（平川大輔）
- ヘザー - マヤ・ホーク
- メアリー・レーン - ジョーダナ・スパイロ（藤貴子）
- マーティン - ダレル・ブリット＝ギブソン
- ジョーディン・ディナターレ
- ピーター - ジェレミー・フォード
- ライアン・トレス - デビッド・W・トンプソン
- シンディ・バーマン - エミリー・ラッド

## 製作
2015年10月9日、TheWrapは、スタインの『フィアー・ストリート』シリーズをベースにした映画が、20世紀スタジオ（ディズニーに買収される前の20世紀フォックス）とチャーニン・エンターテイメントによって企画されていると報じた。2017年2月13日、The Tracking Boardは、カイル・キレンが本作の脚本を執筆すると報じた。リー・ジャニアックが監督を務め、ジャニアックとそのパートナーであるフィル・グラツィアデイが脚本を書き直した 。本作は、異なる時代を舞台にした3部作の第一弾として公開される予定である。『ハリウッド・レポーター』によると、3部作を連続して撮影し、1ヶ月間隔で公開する計画であるとされている。
2019年2月には、キアナ・マデイラとオリビア・ウェルチがゲイ・レズビアンのティーンエイジャーとして、「小さな町シャディサイドの狂った恐怖に狙われながらも、揺れる関係を乗り越えようとする」役で出演することが報じられた。2人のキャラクターは、1人は1990年代半ば、もう1人は1600年代と、異なる時代の人物となる。2019年3月には、ベンジャミン・フローレス・ジュニア、アシュリー・ズーカーマン、フレッド・ヘヒンガー、ジュリア・レヴァルト、ジェレミー・フォードがキャストに加わった 。同年5月、ダレル・ブリット＝ギブソンがキャストとして発表された。マヤ・ホーク、ジョーダナ・スパイロ、ジョーディン・ディナターレも出演している。
2019年3月、ジョージア州アトランタとイーストポイントで撮影を開始した 。ジョージア州のノース・デカルブ・モールのいくつかの空き店舗は、撮影に使えるように改装された  。Casual Corner、Software Etc.、B. Dalton Bookseller、Musicland、Gadzooksなどが置かれていた。また、2019年8月にはラトリッジのハード・レイバー・クリーク州立公園でも製作が行われた。撮影は2019年9月に終了した。

## 公開
本作は2020年6月に公開される予定だったが、COVID-19 のパンデミックのために公開スケジュールから外された。2020年4月、チャーニン・エンターテイメントは20世紀スタジオとの配給契約を終了し、Netflixと複数年のファーストルック契約を結んだ。
2020年8月までに、Netflixは『フィアー・ストリート』3部作の配給権を獲得し、3作品とも2021年半ばの公開を目指す計画を立てている。

## 続編
続編として、『Part 2: 1978』と『Part 3: 1666』が、『Part 1』の次の週、7月9日と16日に公開される予定である。